# ポール・ローマ
ポール・ローマ（Paul "Romeo" Roma、本名：Paul Centopani、1960年4月29日 - ）は、アメリカ合衆国の元プロレスラー。ニューヨーク州ケンジントン出身のイタリア系アメリカ人。
1980年代のWWFを共にサーキットしたダイナマイト・キッドのファイトスタイルに強い影響を受けており、キッド同様に体格面では恵まれていないものの、スピーディーでキレのいいハイスパート・レスリングを身上にWWFやWCWで活躍した。

## 来歴
地元ニューヨークのWWFで1984年にデビュー。TVテーピングのジョバーを務めながら修行を重ね、1987年にジム・パワーズとのタッグチーム、ヤング・スタリオンズ（The Young Stallions）で売り出される。WWF生え抜きのベビーフェイスの若手コンビとして、ドリーム・チーム（グレッグ・バレンタイン&ブルータス・ビーフケーキ）やデモリッション（アックス&スマッシュ）などの強豪チームと対戦して飛躍のきっかけを掴んだ。
1990年、"ドクター・オブ・スタイル" スリックをマネージャーに迎えてヒールに転向、大型パワーファイターのハーキュリーズとの新チーム、パワー&グローリー（Power & Glory）を結成する。体型やキャラクターが類似した選手同士で構成されることの多いタッグチームにおいて、筋骨隆々の強面大男ハーキュリーズ（パワー）と小柄で俊敏なハンサム・ガイのローマ（グローリー）という、サイズもルックスもファイトスタイルも対照的なコンビとして活躍。それぞれの持ち味を活かしたバランスのいいコンビネーション・プレイのもと、ハート・ファウンデーション（ブレット・ハート&ジム・ナイドハート）、リージョン・オブ・ドゥーム（ホーク&アニマル）、ザ・ロッカーズ（マーティ・ジャネッティ&ショーン・マイケルズ）などのチームと抗争を展開した。1991年6月には、当時のWWFの日本での提携先だったSWSに初来日している。
WWF離脱後、1992年にプロボクサーに転身するが3試合で廃業し（戦績は2勝1敗）、1993年よりWCWと契約。ダスティ・ローデスのブッキングにより、ベビーフェイスとして再結成されたフォー・ホースメンの一員となる（メンバーはリック・フレアー、オレイ・アンダーソン、アーン・アンダーソン、ローマ）。同年8月18日、アーン・アンダーソンと組んで "スタニング" スティーブ・オースチン&ロード・スティーブン・リーガルを破り、WCW世界タッグ王者となった。
1993年11月より、 "プリティ" ポール・ローマを名乗って再びヒールターンを行い、WWF時代の大先輩 "ミスター・ワンダフル" ポール・オーンドーフとのタッグチーム、プリティ・ワンダフル（Pretty Wonderful）で活動。1994年7月17日にカクタス・ジャック&ケビン・サリバン、10月23日にマーカス・バグウェル&ザ・パトリオットを破り、WCW世界タッグ王座を通算3回に渡って獲得した。しかし、1995年2月19日のPPV "SuperBrawl V" におけるアレックス・ライト戦での試合態度が原因でWCWを解雇される（新人のライトの売り出しに利用されることに不満を持っていたとされる）。
以降はフリーランサーとしてインディー団体を転戦。オットー・ワンツが主宰するドイツのCWAにも遠征して、デイブ・フィンレイと世界ミドル級王座を争った。
1997年12月30日、弟子のアレックス・ローマとのタッグでWWFのハウス・ショーに出場したが再契約することはなく、1998年の引退後はコネチカット州ブリッジポートに居住してジム運営に携わっている。2006年にはコネチカットのインディー団体CCW（コネチカット・チャンピオンシップ・レスリング）のコミッショナーに任命され、オーンドーフとのプリティ・ワンダフルも再結成させた。

## 得意技
- ドロップキック
- パワースラム
- ダイビング・エルボー・ドロップ
- ダイビング・ボディ・プレス（パワー&グローリー時代は、ハーキュリーズのスーパープレックスに続きローマがこの技を放つ合体攻撃 "パワー・プレックス" をフィニッシュとしていた）

## 獲得タイトル
ワールド・チャンピオンシップ・レスリング
- WCW世界タッグ王座：3回（w / アーン・アンダーソン×1、ポール・オーンドーフ×2）[6]

キャッチ・レスリング・アソシエーション
- CWA世界ミドル級王座：1回[9]

インディペンデント・アソシエーション・オブ・レスリング
- IAWヘビー級王座：3回
- IAWタッグ王座：3回（w / リポマン、ハーキュリーズ、アレックス・ローマ）